# Суйкка (остановочный пункт)
Су́йкка (фин. Suikka) — бывший финский остановочный пункт и на 278,1 км перегона Хелюля — Кааламо линии Сортавала — Суоярви I. Расположен в полукилометре от одноимённого хутора Кааламского сельского поселения Сортавальского района Карелии. 
 Участок Сортавала — Вяртсиля — Йоэнсуу, был открыт 01.11.1894, однако платформа Suikka возникла гораздо позже. Причиной открытия нового остановочного пункта было наличие большого количества финских хуторов, объединённых общим названием Suikka и достаточная их удалённость от ближайших станций Рюттю и Кааламо: 4 и 9 км соответственно. На платформе имели остановку пригородные поезда сообщением Выборг — Хийтола — Сортавала — Маткаселькя — Йоэнсуу.
 
После Великой Отечественной войны и передачи территории СССР остановочный пункт не восстанавливался
.  В переводе с финского языка Suikka означает пилотка.

## Галерея
- Остановочный пункт Суйкка
- Вид в сторону Кааламо.
- Вид в сторону Рюттю.